# 任將達
任將達（1956年11月12日—），台灣基隆市人，是一位在「勝利巷52番地」（今基隆市中正路656巷134號對面）出生的韓日混血音樂人，於1986年成立水晶唱片，1987年開辦「台北新音樂節」成為台灣本土音樂先驅。曾任知名歌手如伍佰、陳明章、流氓阿德、謝宇威等人音樂製作。
1998年獲第9屆金曲獎特別貢獻獎，以42歲成為特別貢獻獎最年輕在世得獎人。

## 個人簡歷

### 簡歷
- 1986年成立水晶唱片
- 1987年開辦「台北新音樂節」讓音樂成為台灣本土音樂的先驅。
- 1998年獲得第9屆金曲獎特別貢獻獎成為台灣首位最年輕得到此獎項，以42歲成為特別貢獻獎最年輕在世得獎人。
- 2019年擔任第30屆金曲獎特別貢獻獎的頒獎人及引言人，頒發給黑名單工作室。

### 台北新音樂節
水晶唱片於1987年開始舉辦之活動，至1990年為止，共舉辦四屆。
- 第一屆：舉辦於1987年8月，參與藝人包括梁銘越、陳世興、黃韻玲、紀宏仁、達明一派、紅十字合唱團（主唱為趙傳）、薛岳、張洪量、Bones & Teeth（主唱為林暐哲）等。

- 第二屆：舉辦於1988年10月，參與藝人包括Double X、Bones & Teeth、阿電與阿草（後來改名為黑名單工作室）等。

- 第三屆：舉辦於1989年，參與藝人包括陳明章、伍佰、葉樹茵和黑名單工作室等。

- 第四屆：舉辦於1990年，演出者多為傳統民謠、戲曲與台灣新民謠。

## 獎項紀錄

### 金曲獎
| 年份   | 金曲獎      | 獎項       |
| ------ | ----------- | ---------- |
| 1998年 | 第9屆金曲獎 | 特別貢獻獎 |

### 殊榮
| 年份   | 金曲獎       | 獎項       | 得獎人       |
| ------ | ------------ | ---------- | ------------ |
| 2019年 | 第30屆金曲獎 | 特別貢獻獎 | 黑名單工作室 |